# Rasbora kottelati
 Rasbora kottelati és una espècie de peix cipriniforme de la família dels ciprínids.

## Morfologia
Els mascles poden assolir els 7 cm de longitud total.

## Distribució geogràfica
Es troba al nord-oest de Borneo.